# Faselis
Faselis (en llatí: Phaselis, grec antic: Φάσηλις; etnònim Φασηλίτης, català faselita) era una ciutat marítima de Lícia, al golf de Pamfília. Era la darrera ciutat de Lícia i després seguia Òlbia que era la primera de Pamfília, segons diu Estrabó, però en això no tots els autors hi estan d'acord, com ara Plini el Vell i Esteve de Bizanci. Heròdot diu que era una colònia dòrica, situada en un lloc molt visible pels que navegaven de Cilícia a Rodes. Darrere de la ciutat hi havia una muntanya homònima, i a la vora un llac i un pas de muntanya que conduïa a Pamfília.
Faselis tenia tres ports i va ser una ciutat molt pròspera. No pertanyia a la confederació de Lícia sinó que era una ciutat independent (polis). Tucídides diu que era un bon port que utilitzaven els atenesos pel seu comerç amb Cilícia i Fenícia. Al segle I aC s'havia convertit en un niu de pirates i la va ocupar el cònsol Publi Servili Vàcia Isàuric en la guerra contra els Pirates cilicis. Destruïda, va ser restaurada després d'aquest atac però ja no es va recuperar mai, no va tenir la mateixa prosperitat i es va despoblar en gran part. Lucà la descriu com gairebé desèrtica quan la va visitar Pompeu el gran després de la batalla de Farsàlia.
Segons Ateneu de Nàucratis, la ciutat era coneguda per les seves roses i pel perfum de roses que elaborava. Es creia a l'antiguitat que els faseli (φάσηλοι) una mena de vaixells lleugers de vela, havien estat inventats a la ciutat, i les monedes de Faselis portaven la imatge d'aquest tipus de nau.
Pausànies diu que la llança d'Aquil·les estava exposada al temple d'Atena d'aquesta ciutat. El port principal estava format per un moll de pedra a la banda esquerra de l'istme, que s'endinsava uns 200 metres cap al mar. En un turó proper hi ha restes d'un teatre, i al davant els fonaments d'uns grans edificis. També hi ha nombrosos sarcòfags, alguns d'ells molt ben construïts en marbre blanc. Va ser la seu d'un bisbe. Hi va néixer Teodectes de Faselis, un poeta tràgic i retòric de certa importància.
Correspondria a l'actual Kerme, districte de la província d'Antalya, a Turquia, i es conserven restes importants de l'antiga ciutat.